# Ariadna meruensis
Ariadna meruensis är en spindelart som beskrevs av Albert Tullgren 1910. Ariadna meruensis ingår i släktet Ariadna och familjen sexögonspindlar.
Artens utbredningsområde är Tanzania. Inga underarter finns listade i Catalogue of Life.